# جمهوری لیتوانی مرکزی
جمهوری لیتوانی مرکزی (لهستانی: Republika Litwy Środkowej؛ لیتوانیایی: Vidurio Lietuvos Respublika؛ بلاروسی:Рэспубліка Сярэдняе Літвы) یک جمهوری دست‌نشانده کم‌عمر لهستان بدون رسمیت بین‌المللی بود که در ۱۲ اکتبر سال ۱۹۲۰ در پی تهاجم لشکر یکم لیتوانیایی-بلاروسی به فرماندهی لوسین ژلیگفسکی، با پشتیبانی هوایی، توپخانه و سواره‌نظام لهستان، تشکیل شد. این جمهوری حول منطقه ویلنیوس، پایتخت تاریخی لیتوانی قرار داشت و نقش کشور حائل را بین لهستان و لیتوانی که هر دو بر اراضی آن ادعا داشتند، ایفا می‌کرد. سرانجام پس از ۱۸ ماه، روز ۸ ژانویه سال ۱۹۲۲ و طی یک انتخابات عمومی، قلمرو آن ضمیمهٔ خاک لهستان شد.